# Ирокезские языки
Ироке́зские языки (англ. Iroquoian languages) — семья языков североамериканских индейцев, распространённая в доколониальный период на востоке континента (восток США, юго-восток Канады, регион Великих озёр). Своё название она получила по Ирокезской конфедерации племён, куда входили многие из народов, говоривших на этих языках. 
В настоящее время многие ирокезские языки вымерли или почти вымерли; лучше прочих сохраняется язык чероки.
Записываются латинским письмом, кроме чероки, имеющего собственную письменность.

## Состав
Общепринята следующая классификация ирокезских языков:
- Северная ветвь
  - Группа тускарора-ноттовей
    - Тускарора (скаруре) †
    - Ноттовей †

  - Озёрные ирокезские языки
    - Гурон †
    - Лаврентийский язык †
    - Собственно ирокезские языки («языки пяти племён»)
      - Онондага
      - Сускеханнок †, конестога †, андасте †
      - Языки сенека-каюга
        - Сенека
        - Каюга
        - Минго

      - Языки могавк-онеида
        - Могавк (мохок)
        - Онайда
- Южная ветвь
  - Чероки

Существуют гипотезы о связи ирокезских языков с сиуанскими (семья макро-сиу) либо с каддоанскими (надсемья ирокуа-каддо, предположительно входящая вместе с хокальтекскими языками в макросемью хока-сиу), однако общепринятого мнения на этот счёт нет.

## Лингвистические черты
Консонантизм ирокезских языков обычно сравнительно бедный. В этих языках по большей части отсутствуют губные согласные. Невелик объём противопоставления по ларингальным признакам (звонкие редки, глоттализованные не встречаются). Вокализм у них, напротив, сравнительно богатый (до 7—8 качественных противопоставлений); имеются противопоставления по долготе и назализованности.
В морфологии значимым является противопоставление активных и стативных глаголов. Различаются отторжимая и неотторжимая принадлежность, инклюзивность и эксклюзивность в личных местоимениях первого лица множественного числа. Строй этих языков — во многом полисинтетический. Глагол согласуется с подлежащим; имеются показатели актантной и темпоральной деривации (каузатив, инхоатив, рефлексив). Используется инкорпорация прямого дополнения.
Обычный порядок слов — SVO (подлежащее—сказуемое—дополнение); маркирование — главным образом вершинное.